# Alone in the Dark (jogo eletrônico de 1992)
Alone In The Dark é um jogo eletrônico de 1992 para PC do estilo survival horror projetado por Frédérick Raynal e desenvolvido pela Infogrames. Situado na Louisiana dos anos 1920, o jogo desafia o jogador a guiar o personagem por uma mansão assombrada, avançando com o resolvimento de enigmas enquanto expulsa, mata ou foge de vários fantasmas e monstros. O jogador pode coletar e usar armas, administrar um sistema de inventário baseado em peso e explorar um mapa parcialmente não-linear.
Alone in the Dark recebeu aclamação da crítica após seu lançamento, e ainda é considerado inovador e revolucionário, já que foi o primeiro jogo de survival horror em 3D. Entre os elogios que seguiram seu lançamento, Alone in the Dark ganhou os prêmios de Melhor Gráfico e Jogo Mais Original da European Computer Trade Show em 1993. Em 2009, a Empire incluiu Alone in the Dark em sua lista de 100 melhores videogames de todos os tempos.
O jogo é considerado um antecessor do gênero survival horror, e sua influência pode ser vista na franquia Resident Evil. Ele também gerou várias sequências, bem como dois filmes vagamente baseados neles.

## História
Em 1924, Jeremy Hartwood, um artista notável e proprietário da mansão Derceto (que recebeu o nome da divindade síria) na Louisiana, comete suicídio enforcando-se. Sua morte é suspeita apesar de parecer não surpreender ninguém, pois Derceto tem a reputação de ser assombrada por um poder maligno. O caso é rapidamente tratado pela polícia e logo esquecido pelo público. O jogador assume o papel de Edward Carnby - um investigador particular que é enviado para encontrar um piano no sótão para um dono de antiquário - ou de Emily Hartwood, sobrinha de Jeremy, que também está interessada em encontrar o piano, pois ela acredita que uma gaveta secreta nele tem um bilhete em que Jeremy explica o motivo de seu suicídio. O jogador, como Carnby ou Hartwood, vai para a mansão investigar
Assim que o jogador entra na casa, as portas misteriosamente se fecham atrás dele/dela. Relutantemente, ele/ela continua até o sótão. Nessa sala, a ação começa. Segundos depois, o jogo permite ao jogador assumir o controle de seu personagem e os monstros fazem o seu primeiro ataque. O jogador deve então recuar e explorar a casa, lutando contra várias criaturas e outros perigos, incluindo uma equipe inteira de zumbis e monstros incríveis (alguns dos quais não podem ser mortos), armadilhas e encontrando os livros arcanos, que são usados para resolver o mistério de Derceto e encontrar a saída.
É, eventualmente explicado, através de documentos encontrados durante todo o jogo, que a casa foi construída por um pirata ocultista chamado Ezequiel Pregzt, e que abaixo da casa existem cavernas que foram usadas para rituais obscuros destinados a aumentar a fortuna de Pregzt e prolongar sua vida. Durante a Guerra Civil Americana, Pregzt é baleado e Derceto incendiada por soldados da União acampados. No entanto, o espírito de Pregzt vivia, e seu cadáver foi colocado por seus servos em uma árvore velha nas cavernas abaixo de Derceto. Apesar de seu corpo estar morto, seria possível para ele regenerar-se, mas para isso exigia-se um hospedeiro vivo. Jeremy Hartwood cometeu suicídio para evitar que seu corpo fosse usado como hospedeiro; então Pregzt agora concentra suas energias no personagem do jogador.
O jogador encontra uma passagem para as cavernas subterrâneas no estudo de Hartwood e faz o seu caminho para a árvore onde Pregzt reside. Lá, lança um lampião aceso na árvore onde Pregzt reside e, em seguida, foge da caverna em colapso. Pregzt é consumido pelas chamas, e a casa é exorcizada de criaturas sobrenaturais e outros efeitos causados por sua influência. O jogador pode finalmente abrir as portas da frente e sair da casa, que também é completamente segura de se explorar (exceto pelos perigos físicos, como morrer caindo através de abismos ou tábuas podres, e dois livros mágicos na biblioteca que, sem certas precauções, permanecem letais para ler). Caso o personagem do jogador seja capturado, seu corpo é posteriormente arrastado para uma área de sacrifício e possuído por Pregzt, nisso, o jogo termina com uma imagem de horrores sobrenaturais sendo desencadeados da casa para o mundo todo.
A história é fortemente influenciada pelas obras de Edgar Allan Poe e H. P. Lovecraft. O cenário para a história é inspirado na obra "A Queda da Casa de Usher" de Poe. Grimoires (livros sobre invocações mágicas e feitiços) encontrados na biblioteca da mansão incluem o Necronomicon e De Vermis Mysteriis, ambos tirados do Cthulhu Mythos de Lovecraft. Outras referências de Mythos incluem livros que apresentam a história narrada de Lord Boleskine, uma referência direta a outro jogo da Infogrames baseado em Cthulhu Mythos, Shadow of the Comet, e o sobrenome do personagem Edward Carnby, uma referência a John Carnby, um personagem no conto mitológico The Return of the Sorcerer de Clark Ashton Smith. Vários dos adversários sobrenaturais são criaturas reconhecíveis do Mythos, incluindo os Deep Ones, Nightgaunts e o Chthonian.

## Personagens
- Edward Carnby - Um homem sem sorte, mas um investigador particular respeitável (que se transforma em investigador paranormal mais tarde na série, seguindo sua experiência em Derceto) que é enviado para uma mansão na Louisiana para encontrar um piano antigo. Assim que Edward entra na casa, as portas são fechadas, mas ele persistentemente continua sua busca, combatendo várias aparições paranormais durante o processo.

- Emily Hartwood - A sobrinha do último proprietário da mansão Derceto, que entra na casa para investigar o motivo de seu suicídio. Uma protagonista alternativa para Carnby, ela se torna uma atriz e aparece no terceiro jogo.

- Jeremy Hartwood - Último proprietário da mansão Derceto e artista profissional. Horrorizado por pesadelos, que eram na verdade tentativas de um Pregzt enfraquecido de possuí-lo a distância, ele começa a investigar a sombria história da casa e, involuntariamente, libera mais dos poderes de Pregzt, o suficiente para faze-lo assumir o controle físico da casa e enviar seus servos e outras criaturas para trazer Jeremy a ele. Se dando conta disso, e agora preso na casa como o personagem do jogador posteriormente seria, Jeremy se enforca no sótão. O pai de Jeremy, Howard Hartwood, comprou as ruínas de Derceto em 1875, reconstruído-a como era antes do incêndio, e que, mais tarde, descobriu e explorou os seus túneis subterrâneos, morrendo em circunstâncias misteriosas.

- Ezechiel Pregzt - Apelidado de "Bloody Ezech", ele teria sido o pirata mais sangrento de todos os sete mares. Pregzt acaba por desistir de sua vida como pirata e se torna um plantador, usando sua riqueza para construir ele mesmo a mansão Derceto, em Nova Orleans, Louisiana, usando o novo nome de Elijah Pickford. Lá, em 1862, é baleado por um oficial da União que estava tentando possuir, e a casa é queimada. Seu corpo foi arrastado por seus servos para uma caverna em baixo da casa, o local original de seu trabalho oculto no pântano, onde uma nodosa árvore cresceu e enterrou seus restos. Seu espírito preso e enfraquecido permaneceu em baixo de Derceto, esperando para ressurgir de novo, possuindo um hospedeiro humano vivo e desencadeando as trevas sobre o mundo.

## Jogabilidade
Os jogadores têm a opção de escolher entre um protagonista masculino ou feminino (Edward Carnby ou Emily Hartwood respectivamente), e são então presos no interior da mansão assombrada de Derceto, depois de escurecer. O personagem do jogador começa no sótão (o local do suicídio de Jeremy por enforcamento), tendo subido ao topo da mansão sem incidentes, tem a tarefa de encontrar uma saída para fora da mansão, evitando inteligentemente ou derrotando vários inimigos sobrenaturais, incluindo zumbis escravos, gigantes, e outros inimigos ainda mais bizarros. Embora capaz de matar a maioria dos inimigos com os punhos e os pés, o jogador pode encontrar e utilizar armas.
No entanto, o combate só desempenha um papel parcial na jogabilidade. Por exemplo, o número total de zumbis escravos durante todo o jogo é cerca de uma dúzia apenas, e muitos oponentes podem ser derrotados, resolvendo um quebra-cabeça em particular, ao invés de uma luta direta e na verdade, um número significativo de opositores não podem ser mortos.
O personagem do jogador pode pesquisar qualquer área, abrir e fechar portas, empurrar certos objetos e pegar alguns itens. Os itens no inventário podem ser usados, abertos, lidos, jogados ou colocados de volta em seu lugar, embora nem todas essas opções sejam oferecidas para cada item. O inventário é altamente limitado, e o jogador geralmente deve descartar itens para abrir espaço. É possível descartar itens que são necessários para completar o jogo, mas os itens descartados permanecem no jogo e podem ser recuperados posteriormente, mesmo que o personagem do jogador saia da sala. O espaço disponível no estoque é determinado pelo peso, não pelo número de itens; Por exemplo, o jogador pode descartar um livro e duas facas, mas ainda não consegue pegar a estatueta pesada.
Ao contrário de suas sequências, e na grande parte do gênero survival horror, o jogo é parcialmente não-linear. O personagem do jogador é inicialmente restrito ao sótão e ao terceiro andar, cujas salas estão dispostas de modo a que elas sejam percorridas em ordem linear. Concluir o quebra-cabeça no final do terceiro andar concede o acesso do jogador ao primeiro e segundo andar. O jogador pode explorar os quartos nesta área em qualquer ordem, e também pode visitar o sótão e o terceiro andar, se desejar. Ao completar um enigma específico, o jogador ganha acesso às cavernas abaixo da mansão. As cavernas são completamente lineares, e cada desafio deve ser superado como é encontrado.

## Desenvolvimento e lançamento
Em 1989, Frédérick Raynal, programador pessoal da Infogrames, foi designado para criar o primeiro jogo 3D, Alpha Waves. Trabalhar no jogo inspirou-o a começar a programar uma ferramenta para a criação e animação de personagens 3D, com a ajuda de Franck De Girolami.  Em 1991, o diretor-geral da Infogrames, Bruno Bonnell, propôs um jogo no qual o jogador usaria fósforos para obter visões instantâneas de um ambiente completamente escuro. Um aficionado por filmes de terror, como Despertar dos Mortos, Raynal viu nessa proposta a oportunidade de criar um jogo baseado em horror e foi dada permissão para liderar o projeto.
Os títulos de trabalho do jogo incluem In the Dark e Scream in the Dark (ou Screams in the Dark). Seguindo a visão básica de Raynal para o jogo, o diretor artístico da Infogrames, Didier Chanfray, apresentou uma série de esboços conceituais com giz branco no papel Canson preto. Estes esboços foram usados para um concurso interno com o fim de escolher a artista gráfica do jogo, Yaël Barroz. Por essa altura, Raynal já havia decidido que o jogo faria uso de texto para transmitir a história de fundo, já que ele achava que os gráficos dos computadores na época não eram suficientemente avançados para serem assustadores por conta própria. Ele também determinou o cenário do jogo:
Uma mansão dos anos 20. Eu queria uma casa suficientemente grande, onde você começaria no sótão para que pudesse explorá-lo completamente antes de encontrar a saída. A virada do século permitiu armas, evitando os produtos modernos que eram muito difíceis de lidar adequadamente: A eletricidade, por exemplo, causaria problemas de atmosfera e consistência.
Inicialmente, ele planejava criar os planos de fundo do jogo usando fotos digitalizadas de uma mansão real construída na década de 1920, mas essa ideia mostrou-se muito ambiciosa para as ferramentas de renderização 3D disponíveis, e a equipe precisou usar bitmaps desenhados à mão. Itens e personagens em Alone in the Dark são tridimensionais, renderizados em um fundo fixo bidimensional. Misturar polígonos e imagens de segundo plano pré-renderizadas em 2D exigiram um ângulo de câmera fixo, que os designers aproveitaram para criar configurações de uma cena dramática apropriada para um jogo de horror temático. Em setembro de 1991, a equipe de Raynal, Chanfray e Barroz apresentou uma versão inicialmente jogável de Alone in the Dark - contendo apenas alguns quartos - para a Infogrames, que então autorizou a produção do jogo. A equipe de desenvolvimento foi expandida para incluir Franck De Girolami (programador), Philippe Vachey (compositor), Hubert Chardot (escritor) e Franck Manzetti (designer).
O personagem Emily Hartwood foi adicionado porque a sabedoria popular da época era que um jogo atrairia mais jogadoras femininas se tivesse um personagem feminino jogável. Para maximizar a ansiedade e o medo do jogador, o jogo foi projetado para que mesmo ações tão mundanas como caminhar por um corredor, abrir uma porta e ler um livro pudessem fazer com que o personagem do jogador morra. Embora tais mortes só ocorressem em locais selecionados, eles fariam com que o jogador se sentisse enervado sempre que realizasse tais ações.
Durante a produção do jogo, Raynal e Barroz tornaram-se envolvidos romanticamente e tiveram uma criança. A maior parte da produção foi marcada com um espírito de otimismo e entusiasmo criativo, mas a fase de teste de erros desgastou o time, especialmente Raynal. No momento em que o jogo foi lançado, ele se sentiu insatisfeito com quase todos os aspectos de Alone in the Dark e sentiu-se certo de que todas as suas falhas seriam percebidas pelos jogadores.
Fora da Europa, Alone in the Dark foi distribuído na América do Norte pela Interplay Entertainment e no Japão pela Arrow Micro-Techs Corp, que desenvolveu e publicou versões japonesas exclusivas para computadores PC-98 e FM Towns. O jogo também foi portado para o 3DO pela Krisalis em 1994. Esta versão é em grande parte idêntica ao original, mas usa uma versão orquestrada da trilha sonora original e adiciona voz atuando nas intros e documentos dos personagens .Esta versão também foi publicada no Japão pela Pony Canyon.

## Recepção
Alone in the Dark teve grande aclamação da crítica. Charles Ardai, Computer Gaming World, elogiou o jogo, citando seus múltiplos pontos de vista e afirmando que nenhum jogo anterior o levou a "pular de medo com o menor som... Eu sinto que estive dentro de uma casa real". Ele descreveu o jogo como "uma verdadeira simulação diabólica, rica em imaginações malignas e reviravoltas inesperadas". Na mesma questão, Escorpia foi mais crítica, citando questões como os livros que matam sem aviso prévio quando lidos. Ela afirmou que "Alone in the Dark é um daqueles jogos legais com algumas falhas irritantes. Estabelece uma boa atmosfera ... O uso de toques de Lovecraftian adiciona muito ... Os turnos de visão são uma adição nova e efetiva", e concluiu que "é uma ótima mudança de ritmo da corrida habitual de jogos de aventura". O jogo ganhou muitos prêmios de prestígio da indústria de jogos, incluindo os prêmios da European Computer Trade Show de 1993 como Melhores Gráficos, O Jogo Mais Original e O Melhor Jogo Francês do Ano, e o prêmio Consumer Electronics Show de 1993 como O Melhor Jogo Estrangeiro.
Ao analisar a versão 3DO, o GamePro descreveu-o como "um jogo fraco e semirealista", citando um design de jogo restritivamente linear, um personagem excessivamente lento e "monstros de visual bobo e movimentos peculiares", embora eles elogiem os efeitos de som melancólicos e os ângulos de câmera 3D. Em contraste, a Electronic Gaming Monthly comentou: "Uma tradução fiel a versão de PC, este jogo tem excelentes gráficos e sons ... para os fãs de jogos mais deliberados, este é o único para se comprar".